# ماراتن اویل

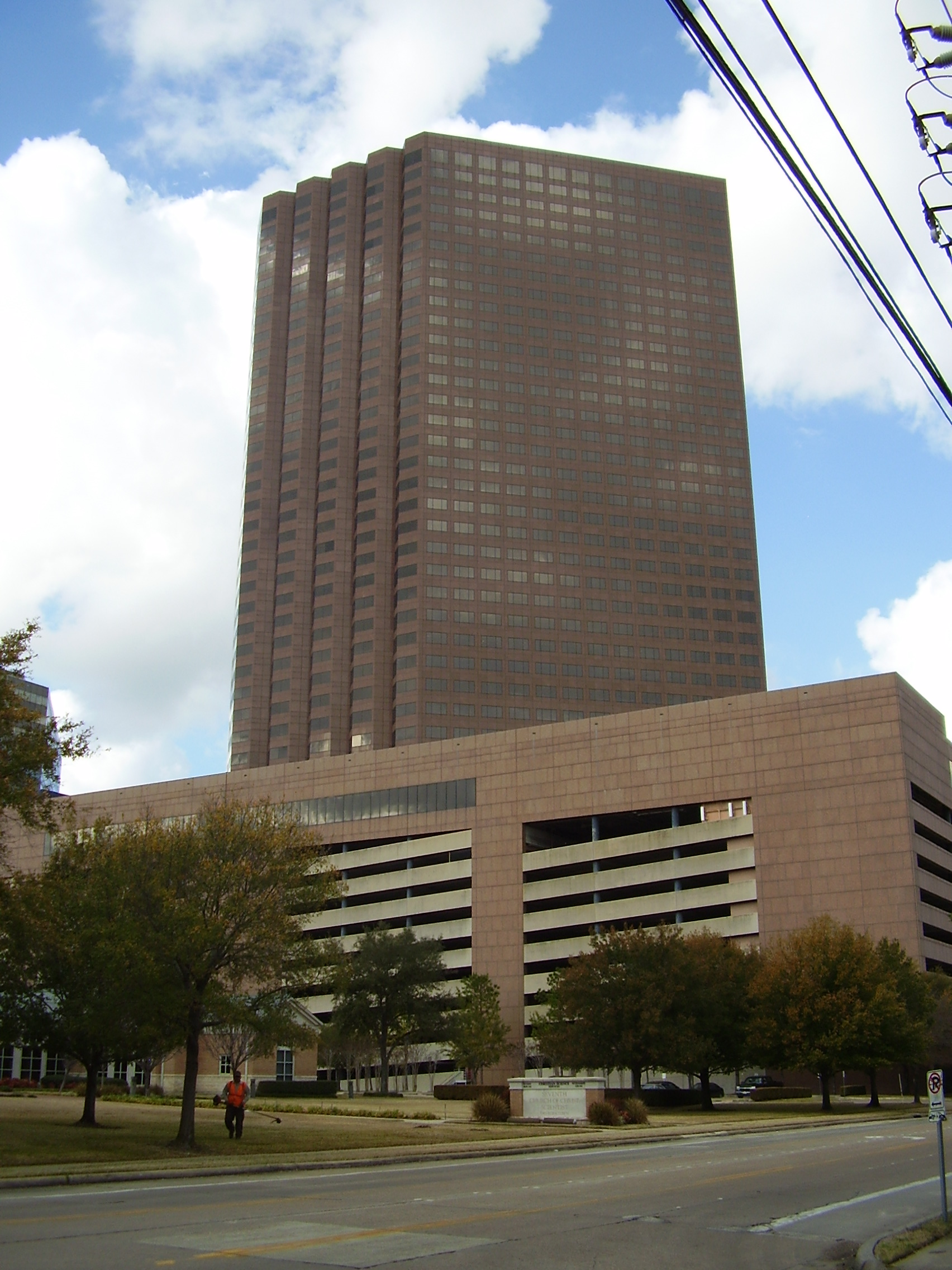
دفتر مرکزی ماراتن اویل در برج ماراتن اویل، هیوستون

ماراتن اویل (به انگلیسی: Marathon Oil) شرکت نفت و گاز آمریکایی است، که در دفتر مرکزی آن در برج ماراتن اویل، شهر هیوستون، تگزاس قرار دارد و هم‌اکنون به‌طور متوسط روزانه معادل ۴۳۶ هزار بشکه نفت خام تولید می‌کند.
حوزه فعالیت این شرکت در زمینه اکتشاف، توسعه و تولید نفت خام و گاز طبیعی معطوف می‌باشد. فعالیت‌های اکتشافی ماراتن اویل در کشورهای ایالات متحده، گینه استوایی، لهستان، آنگولا و کردستان عراق متمرکز است و بخش عملیات تولید ماراتن اویل نیز در کشورهای ایالات متحده، بریتانیا، نروژ و گینه استوایی مستقر می‌باشد. شرکت ماراتن اویل امتیاز توسعه "میدان نفتی آتاباسکا" مستقر در کانادا، همچنین کلیه میادین تحت مدیریت "شرکت نفت واها" در لیبی را در اختیار دارد.